# Cyclichthys
Cyclichthys es un género de peces de la familia Diodontidae, del orden Tetraodontiformes. Este género marino fue descrito por primera vez en 1855 por Johann Jakob Kaup.

## Especies
Especies reconocidas del género:
- Cyclichthys hardenbergi (de Beaufort, 1939)
- Cyclichthys orbicularis (Bloch, 1785)
- Cyclichthys spilostylus (Leis & J. E. Randall, 1982)

### Lectura recomendada
- Shiino, Sueo M. 1976. List of Common Names of Fishes of the World, Those Prevailing among English-speaking Nations. Science Report of Shima Marineland, no. 4. 262.
- Lieske, E. & Myers, R.F. (2004): Coral reef guide; Red Sea London, HarperCollins ISBN 0-00-715986-2.
- List of Common Names of Fishes of the World, Those Prevailing among English-speaking Nations. Shima Marineland. Science Report of Shima Marineland, no. 4, Kashikojima, Shima.